# Pristimantis tantanti
Pristimantis tantanti es una especie de anfibio anuro de la familia Craugastoridae.

## Distribución geográfica
Esta especie es endémica de Perú. Se encuentra en las regiones de Cusco y Madre de Dios a 321 m sobre el nivel del mar.

## Descripción
Los machos miden de 19 a 21 mm y las hembras de 28 a 30 mm.

## Publicación original
- Lehr, Torres-Gastello, & Suárez-Segovia, 2007: A new species of arboreal Eleutherodactylus (Anura: Leptodactylidae) from the Amazonian lowlands of central Peru. Herpetologica, vol. 63, n.º 1, p. 94-99[6]